# Another Side
Another Side es el álbum de estudio debut del cantante estadounidense Corbin Bleu. Fue publicado por Hollywood Records el 1 de mayo de 2007. Su primer sencillo del álbum, "Push It to the Limit", fue grabado y aparece en la banda sonora de Jump In!. Bleu ha declarado que el álbum tiene un aire "pop-R&B". El álbum debutó en el número treinta y seis de la lista estadounidense Billboard 200, vendiendo unas 18.000 copias en su primera semana. Apoyó su álbum debut con una gira de verano en solitario con el telonero Mitchel Musso, además de telonear a Vanessa Hudgens en la gira de verano de 2008 de Vanessa Hudgens. State & County Fair 2008 summer tour. Había versionado dos canciones, "She Could Be" fue cantada originalmente por Christian Bautista y "Still There for Me" fue cantada originalmente por Nick Carter bajo el título "There for Me". Como singles, "Push It to the Limit" alcanzó el número 14 en la lista Billboard Hot 100, mientras que "Deal with It" alcanzó el número 112 en la lista Bubbling Under Hot 100 Singles y el número 87 en la lista Pop Songs.

## Antecedentes
La canción "Deal with It" fue escrita y cantada originalmente por Jay Sean, que en un principio pretendía que fuera el single principal de su segundo álbum My Own Way (2008). Más tarde se la cedió a Corbin Bleu, cuya versión de la canción incluye voces de fondo de Jay Sean. La canción le valió a Jay Sean un BMI Songwriter Award. El sello discográfico coreano SM Entertainment compró los derechos de la canción, que más tarde aparecería en el EP Romeo de la boy band SHINee. EP, como "Juliette".

## Lista de canciones
| Another Side — Standard edition |                                            |                                |          |  |
| N.º                             | Título                                     | Producer(s)                    | Duración |  |
| 1.                              | «Deal with It»                             | Cutfather                      | 3:04     |  |
| 2.                              | «Stop» (con J-King)                        | Stereo                         | 3:24     |  |
| 3.                              | «Roll with You»                            | Cutfather                      | 2:59     |  |
| 4.                              | «She Could Be»                             | Christopher Rojas              | 3:25     |  |
| 5.                              | «I Get Lonely»                             | The Heavy Weights              | 3:35     |  |
| 6.                              | «We Come to Party»                         | Matthew Gerrard                | 3:04     |  |
| 7.                              | «Mixed Up»                                 | Damon Sharpe                   | 2:54     |  |
| 8.                              | «Still There for Me» (con Vanessa Hudgens) | Matthew Gerrard                | 3:38     |  |
| 9.                              | «Marchin'»                                 | Damon Sharpe, Jonas Jeberg     | 3:02     |  |
| 10.                             | «Never Met a Girl like You»                | Matthew Gerrard                | 3:40     |  |
| 11.                             | «Homework» (con J-King)                    | Steven Durham, Dalevertis Hurd | 2:58     |  |
| 12.                             | «Push It to the Limit»                     | Matthew Gerrard                | 3:14     |  |
| 39:01                           |                                            |                                |          |  |

| Another Side — European edition (bonus track) |                |             |          |  |
| N.º                                           | Título         | Producer(s) | Duración |  |
| 13.                                           | «Shake It Off» |             | 4:06     |  |

| Another Side — Japanese edition (bonus track) |                                          |             |          |  |
| N.º                                           | Título                                   | Producer(s) | Duración |  |
| 14.                                           | «Push It to the Limit» (Paul Robb remix) |             |          |  |

## Charts
| Chart                          | Peak position | Sales    |
| ------------------------------ | ------------- | -------- |
| Estados Unidos (Billboard 200) | 36            | 120,000+ |

## Historial de Lanzamiento
| Región         | Fecha                | Discográfica |
| -------------- | -------------------- | ------------ |
| Estados Unidos | 1 de mayo de 2007    | Hollywood    |
| Reino Unido    | 11 de junio de 2007  | Hollywood    |
| Francia        | 18 de junio de 2007  | Hollywood    |
| Australia      | 11 de agosto de 2007 | Hollywood    |